# Ronde van Italië 1995
| Eindklassement       |                             |              |
| Algemeen klassement  | Tony Rominger               | 97h 39' 50"  |
| Tweede               | Jevgeni Berzin              | + 4' 13"     |
| Derde                | Pjotr Oegroemov             | + 4' 55"     |
| Vierde               | Claudio Chiappucci          | + 9' 23"     |
| Vijfde               | Oliverio Rincón             | + 10'03"     |
| Zesde                | Pavel Tonkov                | + 11' 31"    |
| Zevende              | Enrico Zaina                | + 13' 40"    |
| Achtste              | Heinz Imboden               | + 16' 23"    |
| Negende              | Georg Totschnig             | + 18' 05"    |
| Tiende               | Francesco Casagrande        | + 18' 50"    |
| (Ned)                | Patrick Jonker (44e)        | + 1h 38' 32" |
| (Bel)                | Frank Van den Abeele (121e) | + 4h 06' 09" |
| Rode Lantaarn        | Roberto Pelliconi (122e)    | + 4h 07' 07" |
| Puntenklassement     | Tony Rominger               | 205 punten   |
| Tweede               | Rolf Sørensen               | 153 punten   |
| Derde                | Jevgeni Berzin              | 148 punten   |
| Bergklassement       | Mariano Piccoli             | 75 punten    |
| Tweede               | Nélson Rodríguez            | 45 punten    |
| Derde                | Giuseppe Guerini            | 43 punten    |
| Intergiro klassement | Tony Rominger               | 56h 4' 21"   |
| Tweede               | Giovanni Fidanza            | + 0' 54"     |
| Derde                | Jevgeni Berzin              | + 1' 24"     |
| Ploegenklassement    | Gewiss                      | 293h 08' 42" |
| Tweede               | Mapei-GB                    | + 54' 57"    |
| Derde                | Carrera                     | + 1h 09' 43" |

In 1995 ging de 78ste Giro d'Italia op 13 mei van start in Perugia. Hij eindigde op 4 juni in Milaan. Er stonden 198 renners verdeeld over 22 ploegen aan de start. Hij werd gewonnen door Tony Rominger.
Aantal ritten: 22

Totale afstand: 3737.0 km

Gemiddelde snelheid: 38.264 km/h

Aantal deelnemers: 198

## Belgische en Nederlandse prestaties
In totaal namen er 4 Belgen en 5 Nederlanders deel aan de Giro van 1995.

### Belgische etappezeges
- In 1995 was er geen Belgische etappezege.

### Nederlandse etappezeges
- In 1995 was er geen Nederlandse etappezege.

## Etappe uitslagen
| Datum                  | Etappe    | Parcours                             | Afstand | Eerste                   | Tweede                   | Derde                      | Klassementsleider     |
| ---------------------- | --------- | ------------------------------------ | ------- | ------------------------ | ------------------------ | -------------------------- | --------------------- |
| 13 mei                 | etappe 1  | Perugia - Terni                      | 205 km  | Mario Cipollini (Ita)    | Mario Manzoni (Ita)      | Johan Capiot (Bel)         | Mario Cipollini (Ita) |
| 14 mei                 | etappe 2  | Foligno - Assisi (tijdrit)           | 19 km   | Tony Rominger (Zwi)      | Rolf Sørensen (Den)      | Maurizio Fondriest (Ita)   | Tony Rominger (Zwi)   |
| 15 mei                 | etappe 3  | Spoleto - Marotta                    | 161 km  | Mario Cipollini (Ita)    | Johan Capiot (Bel)       | Giuseppe Citterio (Ita)    | Tony Rominger (Zwi)   |
| 16 mei                 | etappe 4  | Mondolfo - Loreto                    | 192 km  | Tony Rominger (Zwi)      | Maurizio Fondriest (Ita) | Francesco Casagrande (Ita) | Tony Rominger (Zwi)   |
| 17 mei                 | etappe 5  | Porto Recanati - Tortoreto Lido      | 182 km  | Filippo Casagrande (Ita) | Rolf Sørensen (Den)      | Erik Breukink (Ned)        | Tony Rominger (Zwi)   |
| 18 mei                 | etappe 6  | Trani - Tarente                      | 165 km  | Nicola Minali (Ita)      | Mario Cipollini (Ita)    | Ján Svorada (Slw)          | Tony Rominger (Zwi)   |
| 19 mei                 | etappe 7  | Tarente - Terme Luigiane             | 216 km  | Maurizio Fondriest (Ita) | Tony Rominger (Zwi)      | Francesco Casagrande (Ita) | Tony Rominger (Zwi)   |
| 20 mei                 | etappe 8  | Acquappesa - Monte Sirino            | 209 km  | Laudelino Cubino (Spa)   | Bruno Cenghialta (Ita)   | Francesco Frattini (Ita)   | Tony Rominger (Zwi)   |
| 21 mei                 | etappe 9  | Terme la Calda - Salerno             | 165 km  | Rolf Sørensen (Den)      | Francesco Frattini (Ita) | François Simon (Fra)       | Tony Rominger (Zwi)   |
| 22 mei                 | etappe 10 | Telese Terme - Maddaloni (tijdrit)   | 42 km   | Tony Rominger (Zwi)      | Jevgeni Berzin (Rus)     | Pjotr Oegroemov (Let)      | Tony Rominger (Zwi)   |
| 23 mei was een rustdag |           |                                      |         |                          |                          |                            |                       |
| 24 mei                 | etappe 11 | Pietresanta - Il Ciocco              | 175 km  | Enrico Zaina (Ita)       | Nelson Rodríguez (Col)   | Gilberto Simoni (Ita)      | Tony Rominger (Zwi)   |
| 25 mei                 | etappe 12 | Borgo a Mozzano - Cento              | 196 km  | Ján Svorada (Slw)        | Giovanni Lombardi (Ita)  | Giuseppe Citterio (Ita)    | Tony Rominger (Zwi)   |
| 26 mei                 | etappe 13 | Pieve di Cento - Rovereto            | ... km  | Pascal Richard (Zwi)     | Oliverio Rincón (Col)    | Vladislav Bobrik (Rus)     | Tony Rominger (Zwi)   |
| 27 mei                 | etappe 14 | Trente - Kurzras/Maso Corto          | 233 km  | Oliverio Rincón (Col)    | Georg Totschnig (Oos)    | Tony Rominger (Zwi)        | Tony Rominger (Zwi)   |
| 28 mei                 | etappe 15 | Kurzras/Maso Corto - Lenzerheidepass | 185 km  | Mariano Piccoli (Ita)    | Giuseppe Guerini (Ita)   | Francesco Frattini (Ita)   | Tony Rominger (Zwi)   |
| 29 mei                 | etappe 16 | Lenzerheide - Treviglio              | 234 km  | Giuseppe Citterio (Ita)  | Roberto Pagnin (Ita)     | Davide Bramati (Ita)       | Tony Rominger (Zwi)   |
| 30 mei                 | etappe 17 | Cenate di Sotto - Selvino (tijdrit)  | 43 km   | Tony Rominger (Zwi)      | Jevgeni Berzin (Rus)     | Pjotr Oegroemov (Let)      | Tony Rominger (Zwi)   |
| 31 mei                 | etappe 18 | Stradella - Santuario di Vicoforte   | 221 km  | Denis Zanette (Ita)      | Giuseppe Guerini (Ita)   | Serhij Oetsjakov (Oek)     | Tony Rominger (Zwi)   |
| 1 juni                 | etappe 19 | Mondovì - Chianale                   | 130 km  | Pascal Richard (Zwi)     | Rodolfo Massi (Ita)      | Nelson Rodríguez (Col)     | Tony Rominger (Zwi)   |
| 2 juni                 | etappe 20 | Briançon - Gressoney Saint-Jean      | 208 km  | Serhij Oetsjakov (Oek)   | Pascal Richard (Zwi)     | Pjotr Oegroemov (Let)      | Tony Rominger (Zwi)   |
| 3 juni                 | etappe 21 | Pont-Saint-Martin - Luino            | 190 km  | Jevgeni Berzin (Rus)     | Claudio Chiappucci (Ita) | Enrico Zaina (Ita)         | Tony Rominger (Zwi)   |
| 4 juni                 | etappe 22 | Luino - Milaan                       | 148 km  | Giovanni Lombardi (Ita)  | Mario Manzoni (Ita)      | Silvio Martinello (Ita)    | Tony Rominger (Zwi)   |